# Почтальон

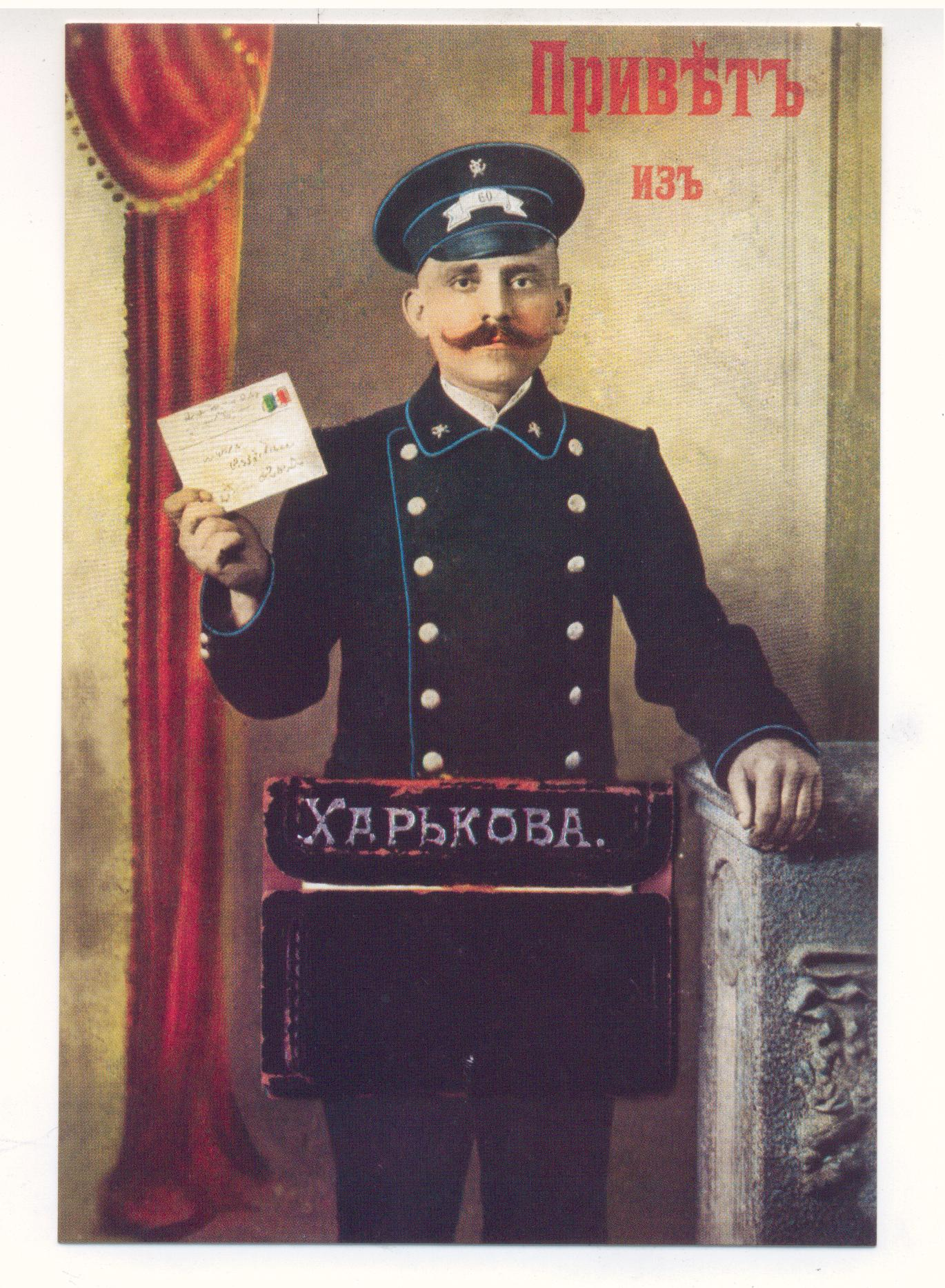
Униформа и сумка почтальона Российской империи (на фуражке указан номер 60)

Почтальо́н (от итал. postiglione) — служащий почтового ведомства; человек, разносящий почту, то есть письма, газеты, посылки, телеграммы и почтовые переводы.
Кто стучится в дверь ко мне

С толстой сумкой на ремне,

С цифрой 5 на медной бляшке,

В синей форменной фуражке?

Это он, это он,

Ленинградский почтальон.

## История
В дореволюционной России слово «почтальон» стало использоваться в почтовом деле с 1716 года; ранее служащие, доставлявшие почту, назывались почтарями. При этом в зависимости от вида разносимой почты таких работников могли называть по-разному: иногороднюю почту доставляли почтальоны, а городские письма — письмоносцы.
В советское время, в 1920-х — 1930-х годах, люди этой профессии именовались также письмоносцами.

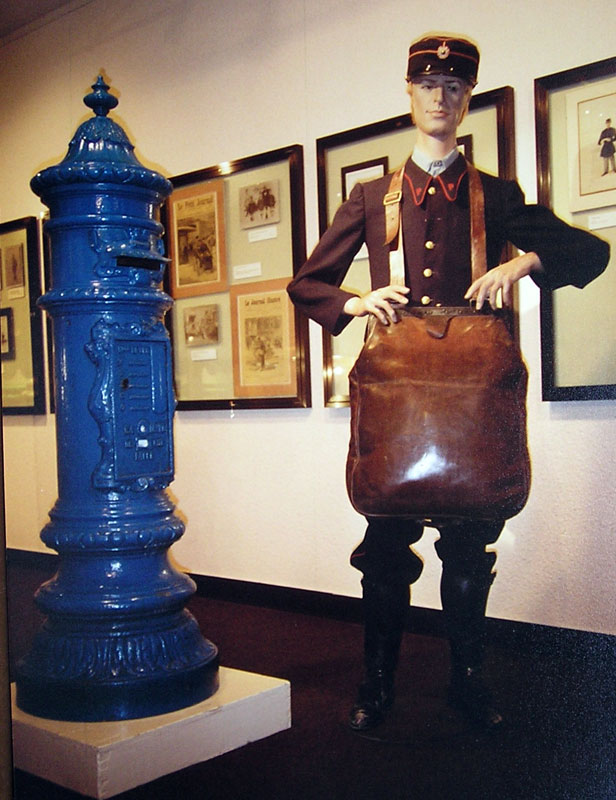
Почтальон. Фрагмент экспозиции в Музее почты в Париже
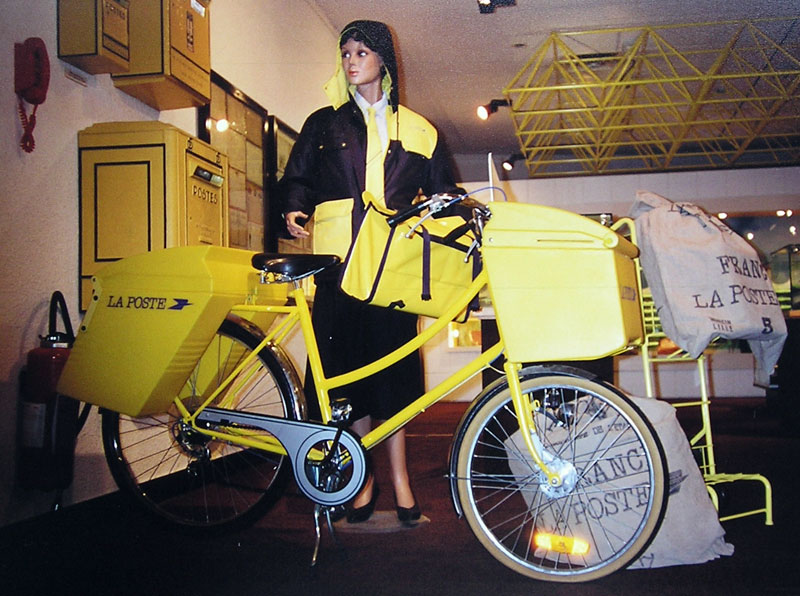
Французская женщина-почтальон на велосипеде. Там же
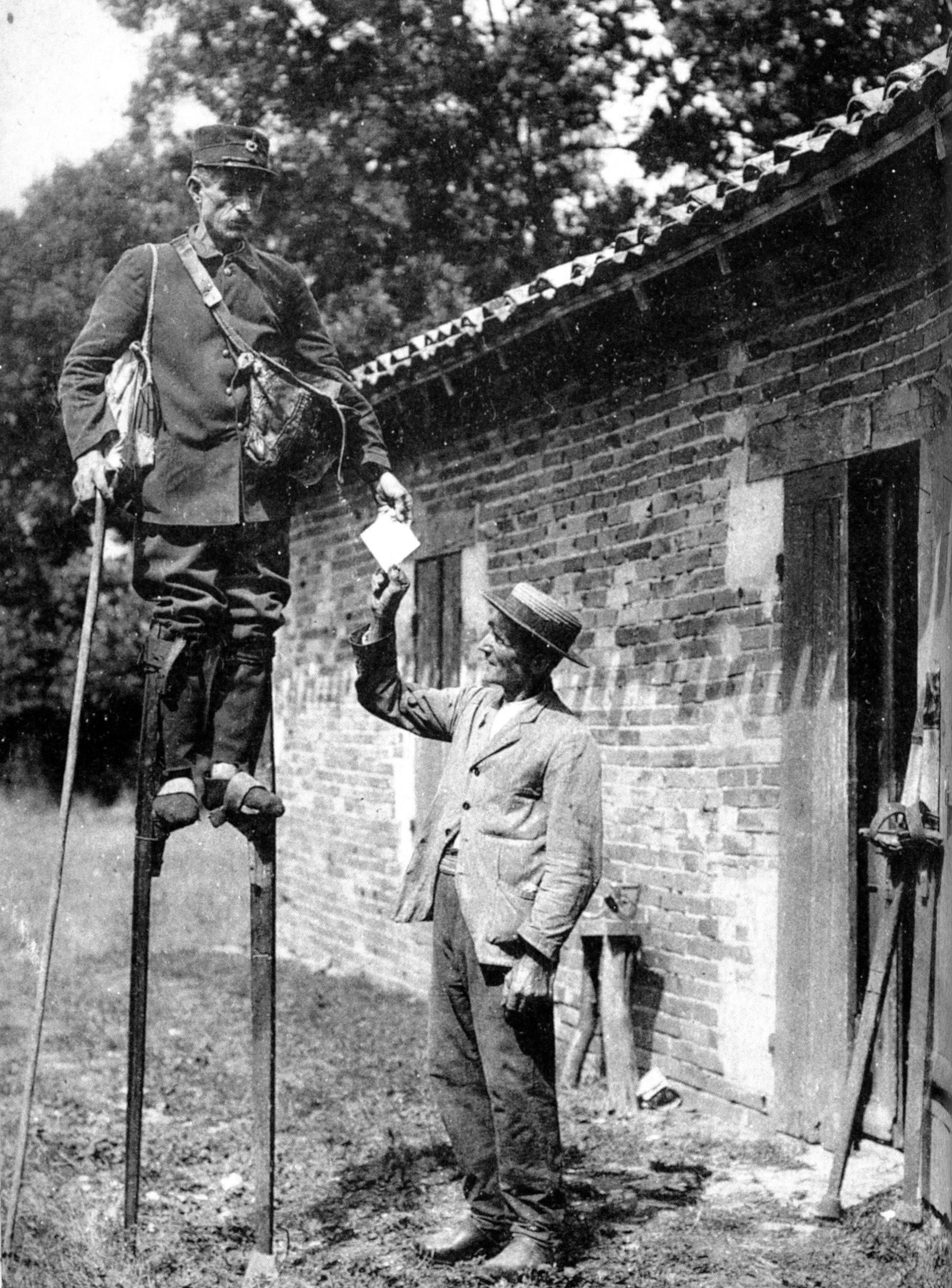
Доставка почты на ходулях в сельской местности (гасконский край Пеи-де-Бюш, Франция, начало XX века)

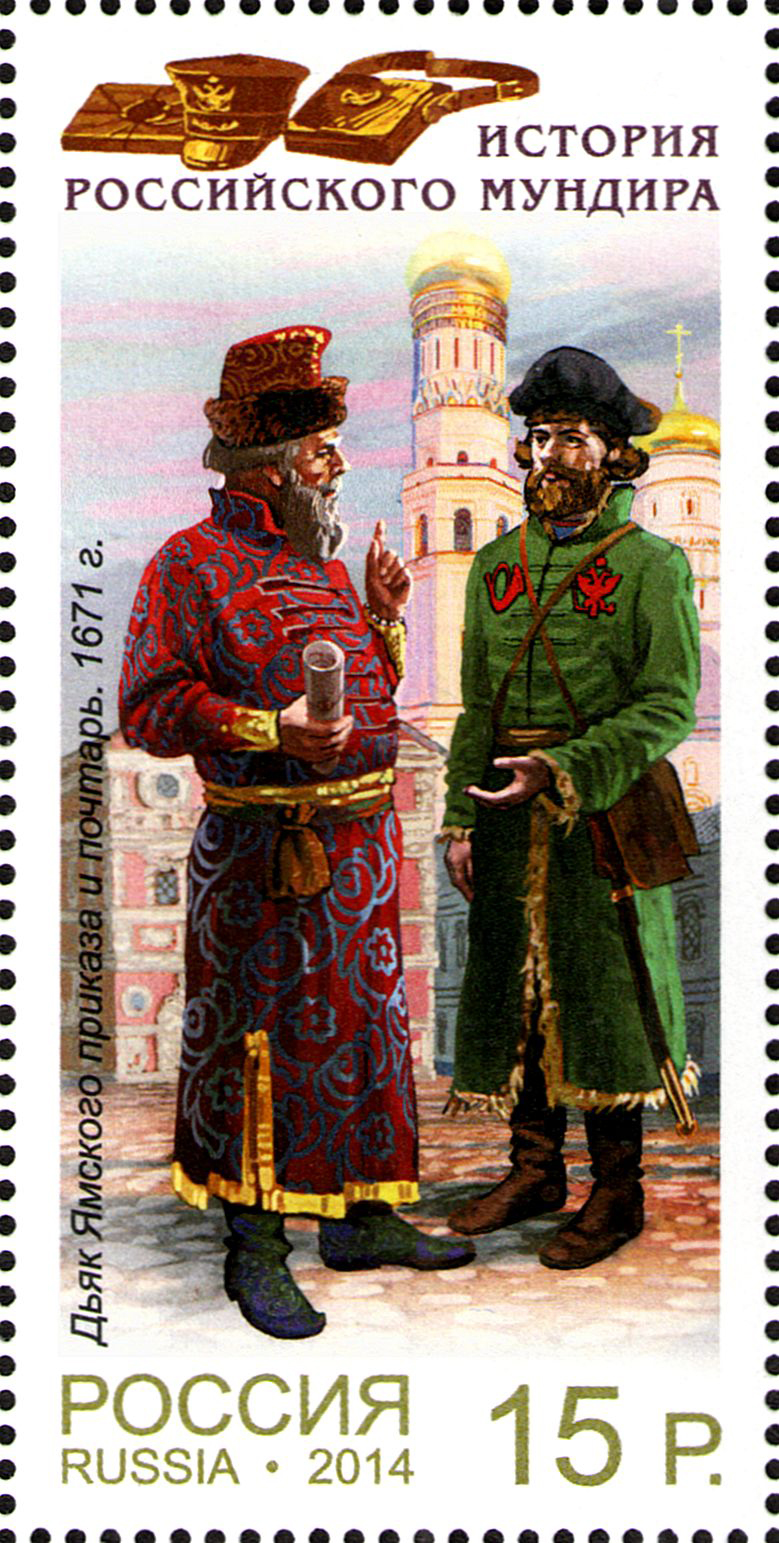
Дьяк Ямского приказа и почтарь в 1671 году: марка России, 2014 год.
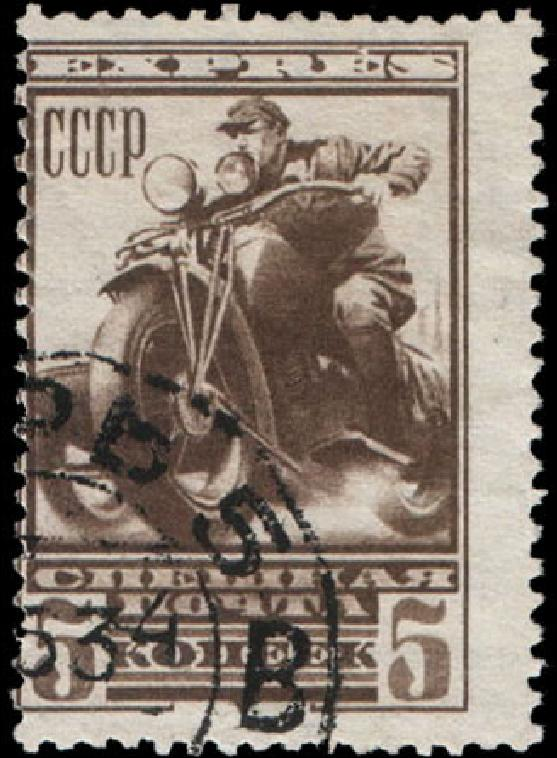
Марка спешной почты СССР (1932): почтовый мотоцикл. Художник И. Дубасов (ЦФА [АО «Марка»] № 387)
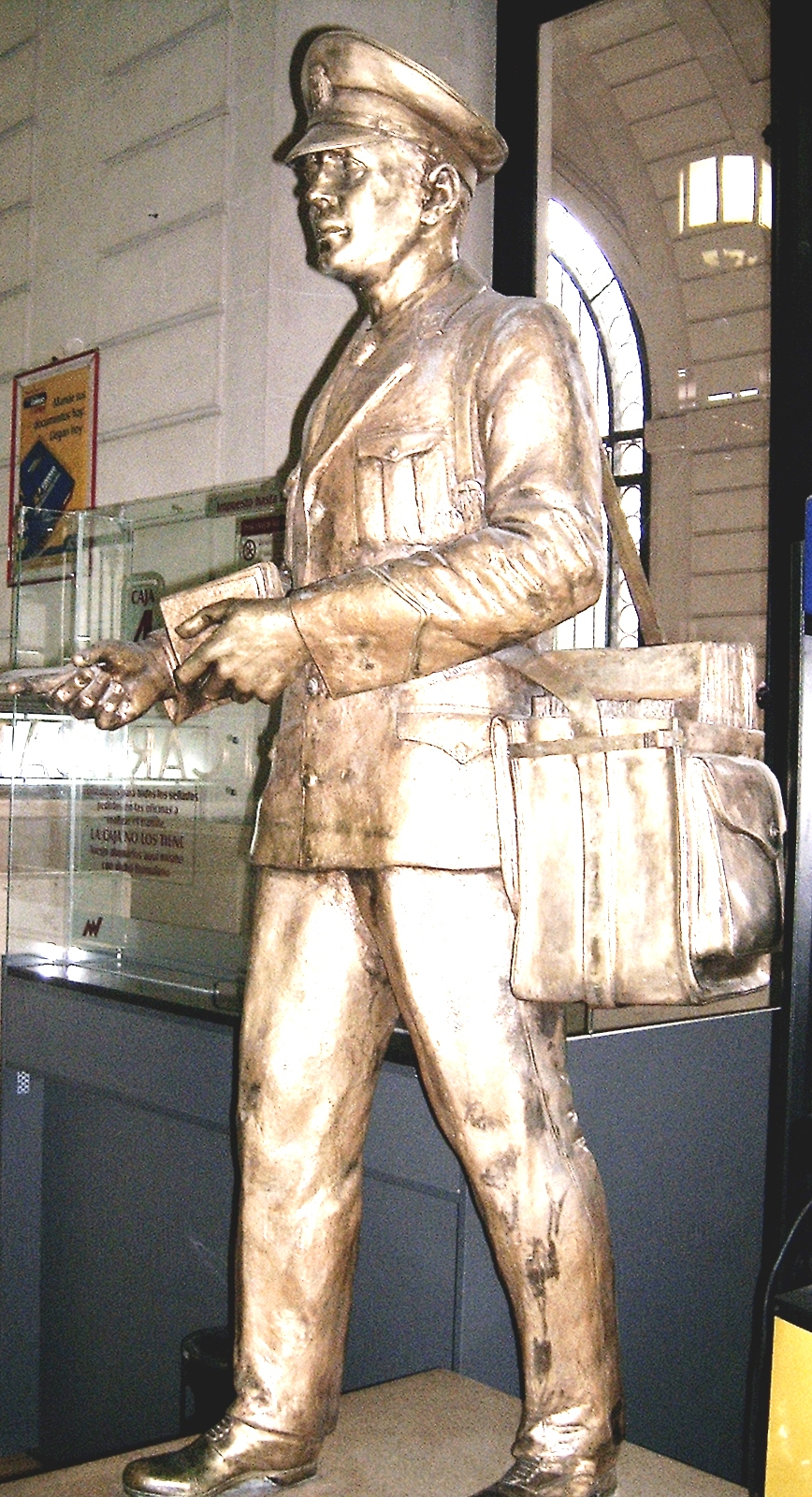
Статуя почтальона в музее почты (Главпочтамт (Росарио)[исп.], Аргентина)

## Памятники

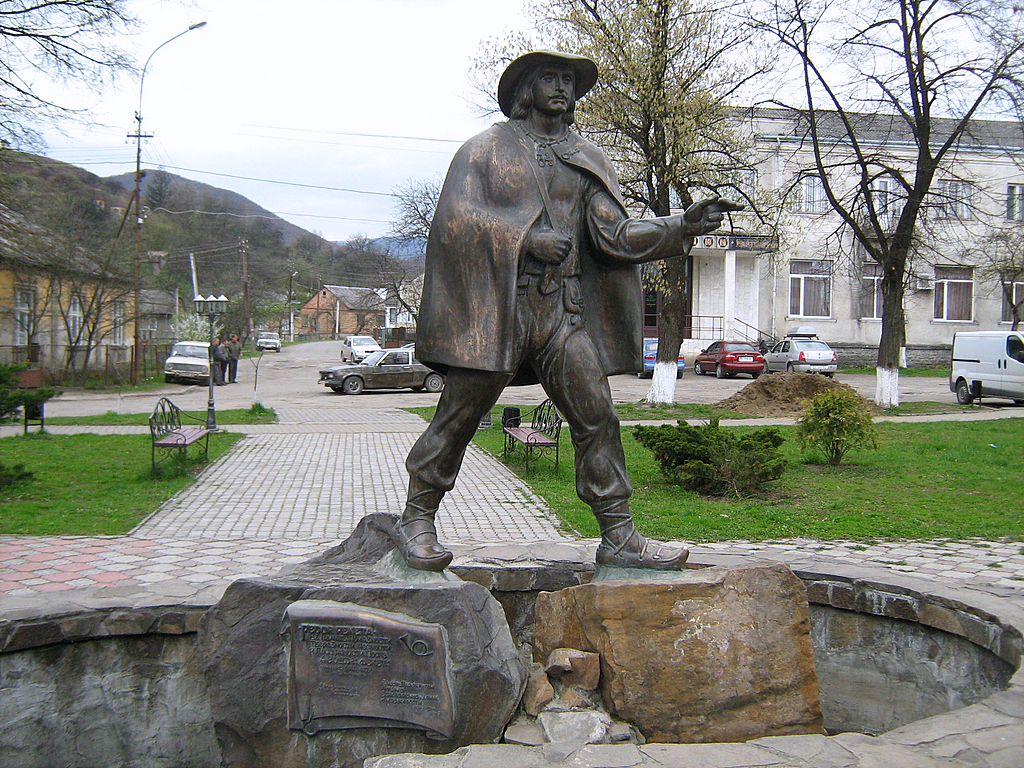
Памятник почтальону Фёдору Фекете в районном центре Перечин Закарпатской области

- В Закарпатской области Украины считают, что единственный в мире памятник почтальону воздвигнут в 2004 году в районном центре Перечин. Памятник посвящён сельскому письмоносцу Фёдору Фекете, верой и правдой служившему на местной почте около 30 лет и провалившемуся зимой под лёд реки. В его же честь в середине XIX века была установлена мемориальная доска в селе Турьи Реметы[2][3].
- Памятник почтальону в Тюмени. Установлен в 2013 году[4].
- Памятник в Кургане, около Главпочтамта (ул. Гоголя, 44)[5].
- Памятник в Минске.
- Памятники «Пони-экспресс» в США, например, в Солт-Лейк-Сити.
- Памятник девушке-почтальону в Хомутово Иркутской области.
- Памятник в Марбурге, Германия.
- Памятник в Елабуге.
- Памятник фронтовому почтальону в Воронеже.
- Памятник в Нижнем Новгороде.
- Памятник в Джакарте, Индонезия.
- Памятник во Фленсбурге, Германия.
- Памятник почтальону Печкину в Луховицах.